# Wim Criel
Wim Criel (Merelbeke, 1 juni 1948 – Gent, 28 oktober 2015) was een Belgisch jurist en docent, specialist in mediazaken.

## Levensloop
Na middelbare studies aan het Sint-Barbaracollege in Gent, promoveerde Criel tot licentiaat in de rechten aan de universiteit van Gent. Hij was advocaat in Gent van 1972 tot 1976.
Vanaf 1976 werd hij de bedrijfsjurist van de Roulartagroep waar hij zich toelegde op het mediarecht, contracten, geschillen, handelspraktijken, merkenrecht enz. Hij was tevens van 1976 tot kort voor zijn dood verantwoordelijk uitgever van de bladen die door Roularta werden uitgegeven, onder meer Knack, Trends, Le Vif/L'Express, Bizz, Belgian Business & Industrie en tal van andere bladen. 
Hij lag mee aan de basis van de oprichting van de Raad voor de Journalistiek, waarvan hij van 2010 tot aan zijn dood voorzitter van was. Deze raad waakt over de toepassing van een deontologische code voor journalisten in Vlaanderen. Hij schreef mee aan deze deontologische code en zorgde ervoor dat hij door journalisten en mediahuizen werd aanvaard.  
Hij doceerde auteursrecht, privacy en journalistiek, journalistieke aansprakelijkheid en journalistieke ethiek aan het postgraduaat internationale researchjournalistiek en aan de bachelor journalistiek (2009-2015), beide aan de Thomas Morehogeschool in Mechelen.
Hij was bestuurder van de Vereniging van Uitgevers van de katholieke periodieke pers, bestuurder van de uitgeverij Halewijn en van de vzw's Braambos en Kerknet.

## Varia
Criel was actief bezig met navigatie op zee. Hij behaalde in 1983 het staatsbrevet Navigatie (Jachtman) aan de Zeevaartschool in Oostende. Hij was tevens reserve-fregatkapitein bij de Belgische zeemacht. 
Hij zong graag en had een passie voor gregoriaanse muziek.

## Publicatie
- Handboek auteursrecht en pers, Tielt, Lannoo, 2014.